# Idwal Foel
Idwal ab Anarawd (885? - †942), apodado Idwal Foel (el Calvo) fue rey de Gwynedd entre 916 y 942.
Heredó el trono de Gwynedd a la muerte de su padre, Anarawd ap Rhodri, en 916. Reconoció al rey de Inglaterra Æthelstan como soberano legítimo y se presentó ante su corte en 928 y 937. Tras la muerte de Æthelstan, Idwal y su hermano Elisedd tomaron las armas contra los ingleses, pero fueron derrotados y muertos en batalla en 942. Normalmente el trono de Gwynedd habría recaído en uno de sus hijos, pero en cambio fue a parar a manos de su primo hermano Hywel el Bueno, que reinaba ya sobre la mayor parte del sur de Gales y que anexionó Gwynedd invadiéndolo y forzando a los herederos legítimos a partir al exilio, aunque pudieron sin embargo retomar el trono a la muerte de Hywel.

## Hijos
- Meurig,[1] cuyo nieto fue Iago ab Idwal ap Meurig
- Iefan,[1]
- Iago,
- Cynan,[1]
- Idwal, también llamado "Ieuaf" ("el joven") o "Idwal Fychan" ("pequeño Idwal")
- Rhodri